# Bazoges-en-Pareds
Bazoges-en-Pareds é uma comuna francesa na região administrativa da Pays de la Loire, no departamento de Vendéia. Estende-se por uma área de 33,83 km². Em 2010 a comuna tinha 1 176 habitantes (densidade: 34,8 hab./km²).